# Полянский, Николай Алексеевич
Николай Алексеевич Полянский (1921 — 13 октября 1943) — советский военный. Участник Великой Отечественной войны. Герой Советского Союза (1944, посмертно). Гвардии лейтенант.

## Биография
Николай Алексеевич Полянский родился в 1921 году в губернском городе Орле — административном центре Орловской губернии РСФСР (ныне областной центр Российской Федерации) в семье рабочего. Русский. Окончил 9 классов школы № 5 в 1939 году.
В ряды Рабоче-крестьянской Красной Армии Н. А. Полянский был призван Орловским городским военкоматом в 1941 году. В 1942 году он окончил 1-е Горьковское танковое училище. В действующей армии лейтенант Н. А. Полянский с 18 января 1943 года в составе 208-го танкового батальона 102-й танковой бригады 4-го танкового корпуса Воронежского фронта. В боях с немецко-фашистскими захватчиками и их румынскими союзниками он участвовал с 24 января 1943 года. Боевое крещение принял во время Воронежско-Касторненской операции. 7 февраля 1943 года 102-я танковая бригада была преобразована в 22-ю гвардейскую, а танковый корпус, в который входила бригада, в 5-й гвардейский. В феврале — марте 1943 года Николай Алексеевич принимал участие в Третьей битве за Харьков. После неудачного завершения операции «Звезда» 5-й гвардейский танковый корпус до лета 1943 года занимал оборону на левом берегу Северского Донца под Обоянью. Перед началом Курской битвы корпус был включён в состав 6-й гвардейской армии и занял оборону на рубеже Яковлево — Нечаевка — Тетеревино. В ходе оборонительной фазы сражения на Курской дуге командир взвода средних танков Т-34 208-го танкового батальона 22-й гвардейской танковой бригады гвардии лейтенант Н. А. Полянский участвовал в боях против подразделений немецкого 48-го танкового корпуса, а в ходе наступательной фазы — в Белгородско-Харьковской операции.
После разгрома немецких войск на Курской дуге танковый взвод Н. А. Полянского принимал участие в Сумско-Прилукской операции, в ходе которой войска Воронежского фронта продвинулись на 270—300 километров и вышли к Днепру в полосе 300 километров, захватив на его правом берегу 9 плацдармов. В начале октября 1943 года 5-й гвардейский танковый корпус был включён в состав 38-й армии и его подразделения переправились через Днепр на Лютежский плацдарм. Перед командованием Воронежского фронта была поставлена задача нанести с плацдарма вспомогательный удар в направлении Киева с целью отвлечь часть сил противника с направления главного удара, который наносился с Букринского плацдарма. Николаю Алексеевичу было поручено провести разведку боем. 12 октября 1943 года взвод танков Т-34 под командованием гвардии лейтенанта Н. А. Полянского совершил рейд в тыл противника на глубину 25 километров. Благодаря смелости командира и умелому командованию взвод нанёс существенные потери противнику, уничтожив в ходе операции 1 танк Т-IV, 2 самоходные артиллерийские установки, 3 противотанковые пушки, 6 миномётов, 1 шестиствольный миномёт, 15 блиндажей с солдатами, 75 повозок с грузами и до 150 солдат и офицеров. Ворвавшись в село Блиставица, танкисты разгромили штаб немецкой пехотной дивизии. Получив приказ возвращаться, Полянский повернул на северо-восток к селу Гута-Межигорская, где находилась переправа через реку Ирпень. Но немцам удалось подтянуть к селу несколько танков и артиллерийских орудий, которые поддерживали с воздуха несколько штурмовиков. В завязавшемся у Гуты-Межигорской бою 13 октября 1943 года лейтенант Н. А. Полянский был убит осколком авиабомбы.
Указом Президиума Верховного Совета СССР от 24 апреля 1944 года за образцовое выполнение боевых заданий командования и проявленные при этом отвагу и геройство лейтенанту Полянскому Николаю Алексеевичу было присвоено звание Героя Советского Союза посмертно.

## Награды
- Медаль «Золотая Звезда» (24.04.1944, посмертно);
- орден Ленина (24.04.1944, посмертно).

## Память
- Мемориальная доска в честь Героя Советского Союза Н. А. Полянского установлена на здании бывшей школы № 5 в городе Орле (улица Садово-Пушкарная, 21).
- Имя Героя Советского Союза Н. А. Полянского увековечено на мемориальной доске, установленной по адресу Бульвар Победы, 1 в городе Орле.
- Именем Героя Советского Союза Н. А. Полянского названа улица в посёлке Лютеж Вышгородского района Киевской области.

## Документы
- Общедоступный электронный банк документов «Подвиг Народа в Великой Отечественной войне 1941—1945 гг.» Дата обращения: 26 сентября 2012. Архивировано из оригинала 13 марта 2012 года.

Представление к званию Героя Советского Союза и указ ПВС СССР о присвоении звания. Дата обращения: 26 сентября 2012. Архивировано 1 ноября 2012 года.
- Обобщенный банк данных «Мемориал». Дата обращения: 26 сентября 2012. Архивировано из оригинала 10 мая 2012 года.

ЦАМО, ф. 33, оп. 11458, д. 136. Дата обращения: 26 сентября 2012. Архивировано 1 ноября 2012 года.
ЦАМО, ф. 33, оп. 11458, д. 76. Дата обращения: 26 сентября 2012. Архивировано 1 ноября 2012 года.